# 로크포르
로크포르(프랑스어: roquefort)는 푸른곰팡이로 숙성한 양젖 블루 치즈이다. 프랑스의 마을 로크포르-쉬르-술종(Roquefort-sur-Soulzon)의 콩발루(Combalou)산에 있는 동굴에서 숙성된 치즈만이 로크포르라고 불린다.
로크포르라는 이름은 생산지의 이름에서 따왔으며, '로크Roque'는 바위, '포르Fort'는 성채라는 의미를 가진다.

## 역사
1925년, 프랑스의 원산지 보호제도인 AOC에 등록된 최초의 치즈가 되었다.

## 같이 보기
- 스틸턴